# Пирятин (станція)
Пиря́тин — проміжна залізнична станція 2-го класу Полтавської дирекції Південної залізниці на неелектрифікованій лінії Прилуки — Гребінка. Розташована у місті Пирятин, центрі Пирятинського району Полтавської області.
Адреса: вулиця Вокзальна, буд. 108, м. Пирятин, Полтавська область, 37100.

## Історія
У 1894 році через місто Пирятин прокладена Києво-Воронезької залізниці (дільниця Бахмач-Пасажирський — Гребінка), яка сполучила Москву та Одесу та мала важливе економічне значення для розвитку промисловості краю.
У 1913 році, під час будівництва залізниці Бахмач — Одеса, була збудована будівля залізничного  вокзалу
На станції збереглась колишня гідроколонка, для заправки водою паровозів.
Під'їзними шляхами станція сполучена з промисловими підприємствами міста.
Влітку 2003 року завершився ремонт будівлі вокзалу, в ході якого  відремонтовано фасад вокзальної будівлі, стара покрівля замінена на нову, відремонтовані внутрішні приміщення, зроблені ажурні навіси над дверми, що ведуть на посадкову платформу, на якій був укладений новий асфальт та встановлена декоративна загорожа.

## Пасажирське сполучення
Ділянка колії, на якій розташована станція Пирятин — одноколійна,  неелектрифікована, рух поїздів на цій ділянці неінтенсивний, щоденно курсують приміські потяги на Гребінку, Прилуки, Бахмач, Ніжин. 
До березня 2020 року через станцію курсував поїзд далекого сполучення Херсон / Миколаїв — Москва.

## Галерея

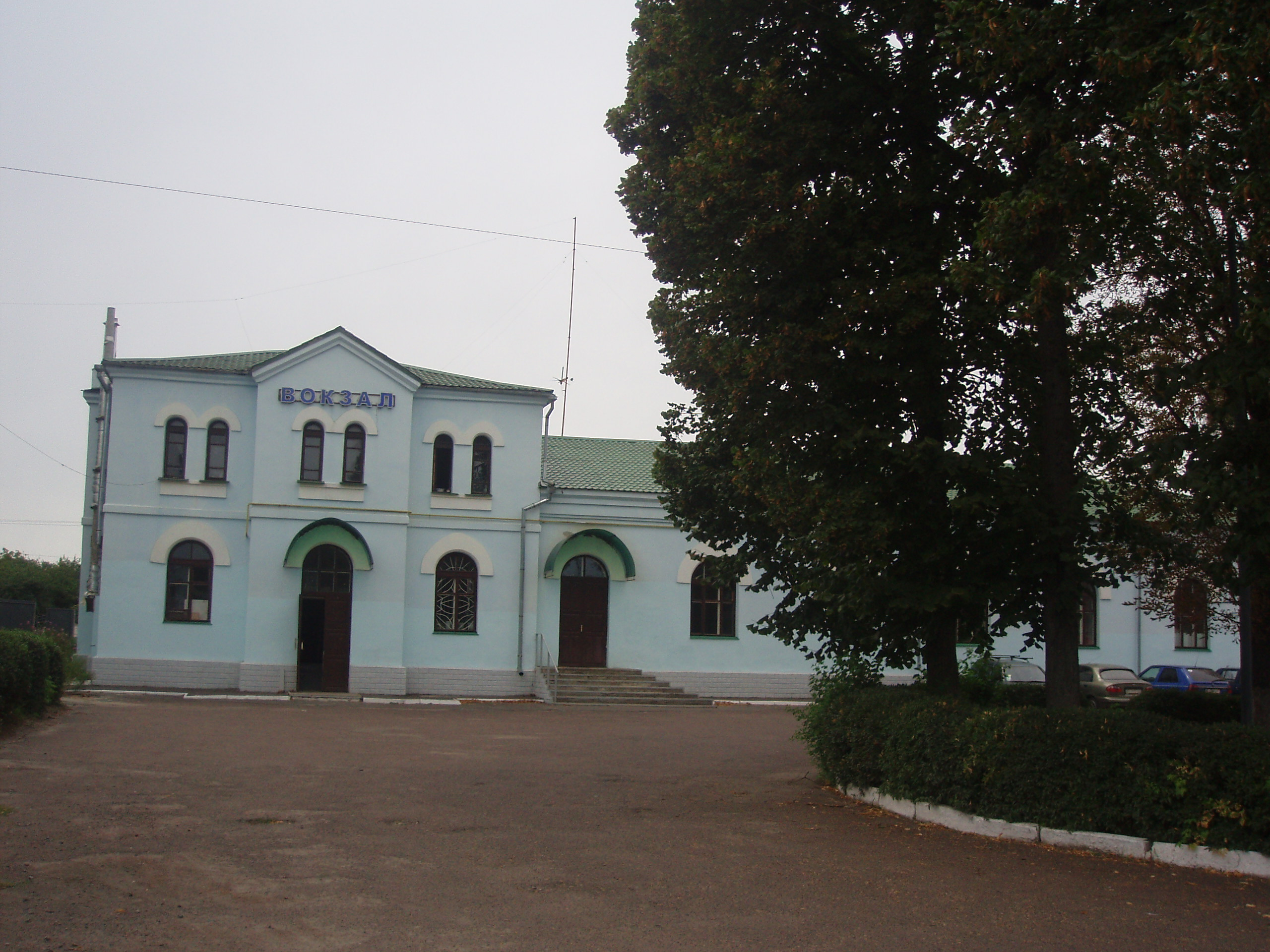
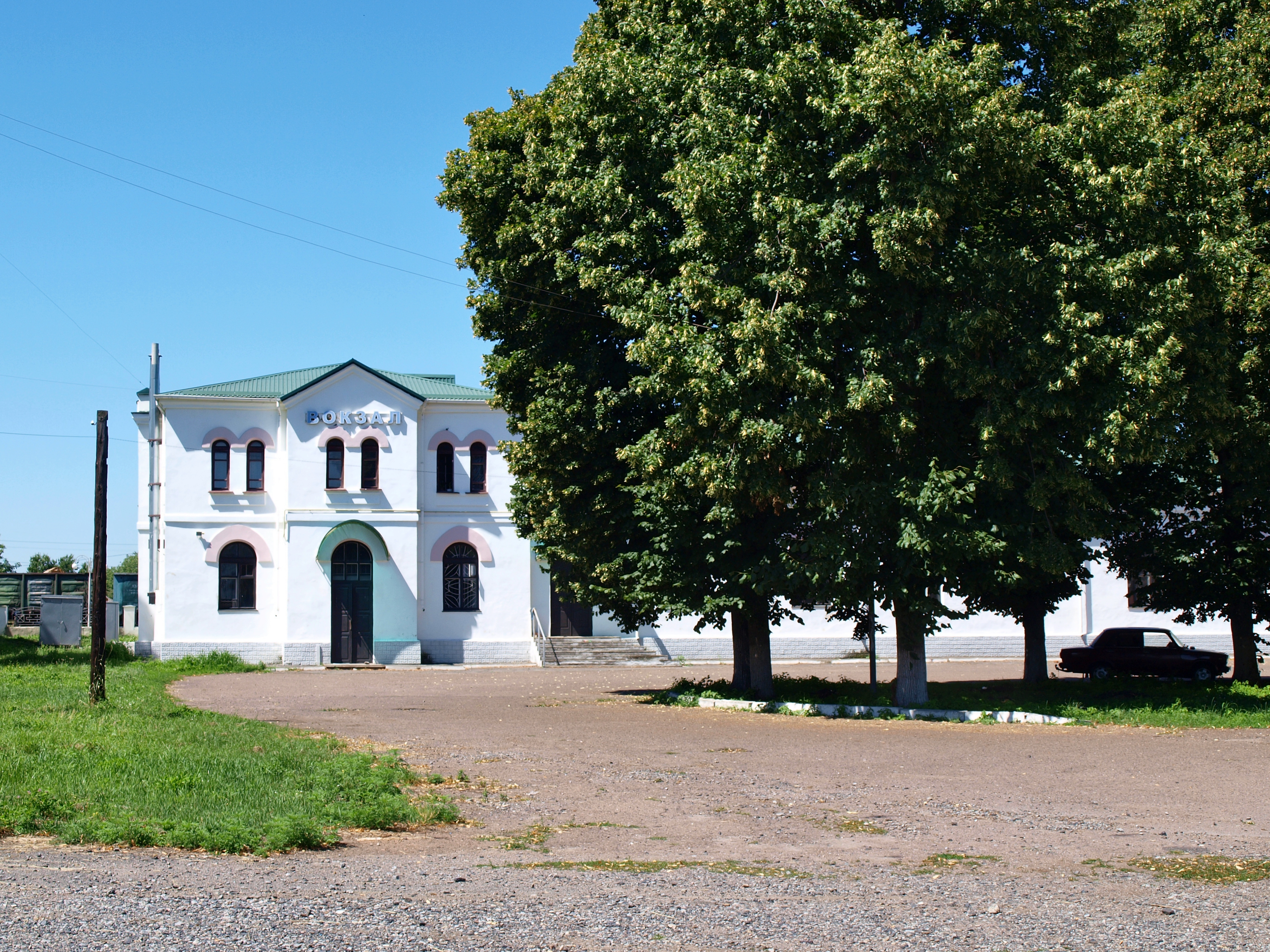